# Malyj Semjačik
Il Malyj Semjačik (in russo Большой Семячик?) è uno stratovulcano attivo situato nella parte orientale della Kamčatka, in Russia. 

## Descrizione
Il Malyj Semjačik si trova 15 km a nord-est del vulcano Karymskij. La struttura del vulcano consiste in una breve cresta lunga circa 3 chilometri nella parte superiore, costituita da tre coni fusi: quello settentrionale è il più antico e il più alto, il Troickij. Si tratta di un cratere attivo ed è profondo circa 300 m. La sua altezza è di 1527 m (1560 m secondo le mappe e altre fonti). Ha un bordo superiore di forma ovale, di circa 800 m, e contiene un lago caldo e acido (il "lago verde"). Le acque del lago sono velenose a causa del contenuto di diversi tipi di acidi (acido cloridrico, solforico e fluoridrico) e altri composti chimici. Tra la fine degli anni Sessanta e l'inizio degli anni Settanta, il colore del lago è cambiato da verde in turchese e nel 2008 in grigio azzurro. Il colore è dovuto a minuscole particelle di zolfo galleggianti, emesse dalle fumarole sottomarine.